# زیست‌شناسی تاریکی

## بررسی اجمالی
اکثریت سیستم‌های زیست‌شناختی در سیکل متناوبی از روز و شب شکل گرفته‌اند و به‌طور غیرقابل برگشتی به الگوهای روزانه و فصلی تغییر نور و تاریکی وابسته هستند. نور برای بسیاری از فعالیت‌های بیولوژیکی نظیر فرایند دیدن و فتوسنتز ضروری است. این موضوع در سیطره علم زیست‌شناسی نوری قرار دارد اما حضور دوره‌های بدون وقفه تاریکی و همچنین تعویض آن‌ها با نور، به همان اندازه برای رفتار بیولوژیک مهم است. زیست‌شناسی تاریکی واکنش‌های مثبت سیستم‌های بیولوژیک را به حضور تاریکی در کنار اثرات منفی ناشی از عدم وجود نور مطالعه می‌کند.

## اثرات تاریکی
اما شاید مهم‌ترین پدیده در زیست‌شناسی تاریک مربوط به جابجایی منظم دوره‌ای نور و تاریکی باشد. این امر شامل رفتارهای تولیدمثلی در دامنه‌ای از جانوران، کنترل گلدهی و القاء خواب زمستانی در بسیاری از گیاهان و کنترل عملیاتی سیستم ایمنی بدن انسان است. در بسیاری از این فرایندهای زیست‌شناختی، نکته اصلی طول دوره تاریکی است. به عنوان مثال، گیاهان "کوتاه روز" و "بلند روز" در واقع "بلند شب" و "کوتاه شب" هستند. به عبارت دیگر، گیاهان طول دوره نور را اندازه‌گیری نمی‌کنند، بلکه مدت زمان تاریکی را اندازه‌گیری می‌کنند. یکی از عواقب آلودگی نوری مصنوعی این است که حتی دوره‌های کوتاه مدت نور در طول شب ممکن است از اندازه‌گیری طول دوره تاریکی گیاهان یا جانوران (از جمله انسان) جلوگیری کند و بنابراین از رفتار طبیعی که مورد نیاز است جلوگیری شود. این یک جنبه حیاتی از زیست‌شناسی تاریکی و یکی از زمینه‌های مهم در مطالعه پاسخ‌های سیستم‌های زیست‌شناختی به تاریکی است.
هنگام بحث دربارهٔ زیست‌شناسی تاریک، دانستن این نکته مهم است که تاریکی (فقدان نور) به ندرت مطلق است. جنبه مهم هر پدیده در زیست‌شناسی تاریک، سطح و کیفیت یا به عبارتی طول موج نور است که زیر آستانه تشخیص برای آن پدیده باشد که در هر جاندار مختص به خود است. این متغیر مهم در مطالعات تاریکی همیشه به درستی مشخص نیست یا مورد بررسی قرار نمی‌گیرد. سطوح قابل توجهی از آلودگی نوری طبیعی در شب وجود دارد که مهتاب معمولاً قوی‌ترین آن است. به عنوان مثال، گیاهانی که به طول شب برای انجام فعالیت‌های طبیعی خود وابسته هستند، ظرفیت نادیده گرفتن نور ماه کامل را در یک شب تاریک دارند. اگر این توانایی تکامل نیافته بود، گیاهان توانایی پاسخ دادن به تغییر طول شب برای آغاز برنامه‌های رفتاری مانند گلدهی و شروع خواب را نداشتند. از سوی دیگر، برخی از الگوهای رفتاری جانوران به‌شدت به مهتاب واکنش نشان می‌دهند؛ بنابراین در هر مطالعه ذیل موضوع زیست‌شناسی تاریکی، مهم است سطح آستانه نور تعیین شود تا در صورت نیاز با الگوی طبیعی فعالیت شبانه مقایسه گردد.

## تاریخچه
در سال ۲۰۰۳، در سمپوزیومی با موضوع بوم‌شناسی شب که در موسکوکا واقع در کانادا برگزار شد، دربارۀ اثرات آلودگی نوری شبانه بر روی زیست طیف وسیعی از موجودات، بحث شد، اما در توصیف تاریکی به مراتب بیشتر از این موضوع پیش رفتند و تاریکی به عنوان یک ضرورت حیاتی برای عملکرد سیستم‌های بیولوژیکی معرفی گردید. ارائه‌ها بر روی نیاز به تاریکی مطلق برای بسیاری از جنبه‌های رفتارهای طبیعی و متابولیسم ارگانیسم‌ها و عملکرد طبیعی چرخه‌های زیستی متمرکز شده بود. از آنجا که اصطلاح مناسب برای توصیف تمرکز اصلی سمپوزیوم وجود نداشت، اصطلاح scotobiology یا زیست‌شناسی تاریک معرفی شد. این کلمه از scotos یونانی، σκότος، به معنی «تاریک» گرفته شده است و مرتبط با زیست‌شناسی نوری است، که اثرات بیولوژیکی نور را توصیف می‌کند (φῶς، phos؛ مشتق از: φωτ، phot-). به نظر می‌رسد اصطلاح Scotobiology قبلاً مورد استفاده قرار نگرفته است، گرچه واژه‌های مرتبطی مانند نورگرایی یا تاریک دوستی پیش از این رایج بوده‌اند.